# أندريه غلانزمان
أندريه غلانزمان (بالرومانية: Andrei Glanzmann)‏ (27 مارس 1907 – تاريخ الوفاة غير معلوم) لاعب كرة قدم روماني راحل كان يجيد اللعب في خط الهجوم .
لعب طوال مسيرته الرياضية في نادي بيهور أوراديا . شارك مع منتخب رومانيا في بطولة كأس العالم 1930 في الأوروغواي .

## مسيرته الكروية
لعب أندريه غلانزمان خلال مسيرته الاحترافية مع نادِ واحدٍ في ثلاثة مواسم وسجل خلالها 7 أهداف ضمن 36 مباراة. ولم يفز بأي موسم بالكأس أو بالدوري.
خاض أندريه غلانزمان مسيرته مع نادي أوراديا في موسم 1932–33 واستمر معه طيلة ثلاثة مواسم، مشاركًا في 36 مباراة سجل خلالها 7 أهداف.

## روابط خارجية
- أندريه غلانزمان على موقع الاتحاد الدولي (مؤرشف)  (الإنجليزية)
- أندريه غلانزمان على موقع قاعدة بيانات كرة القدم.إي يو (الإنجليزية)
- أندريه غلانزمان على موقع ناشيونال فوتبول تيمز (الإنجليزية)